# Strada statale 238 delle Palade
La strada statale 238 delle Palade (SS 238; in tedesco Gampenpassstraße) è una strada statale italiana che collega l'alta Valle dell'Adige con la Val di Non.

## Storia
La strada statale 238 venne istituita nel 1959 con il seguente percorso: "Innesto S.S. n. 42 a Fondo - Passo delle Palade - Innesto S.S. n. 38 in Merano."
In seguito al decreto legislativo 2 settembre 1997, n° 320, dal 1º luglio 1998, la gestione è passata dall'ANAS alla Provincia autonoma di Bolzano e alla Provincia autonoma di Trento per le tratte territorialmente competenti. Quest'ultima ha lasciato la classificazione e la sigla di statale (SS) alla strada, poiché non si tratta di un trasferimento dal demanio dello Stato a quello delle Regioni, ma di una delega in materia di viabilità e pertanto la titolarità resta sempre in capo allo Stato.

## Percorso

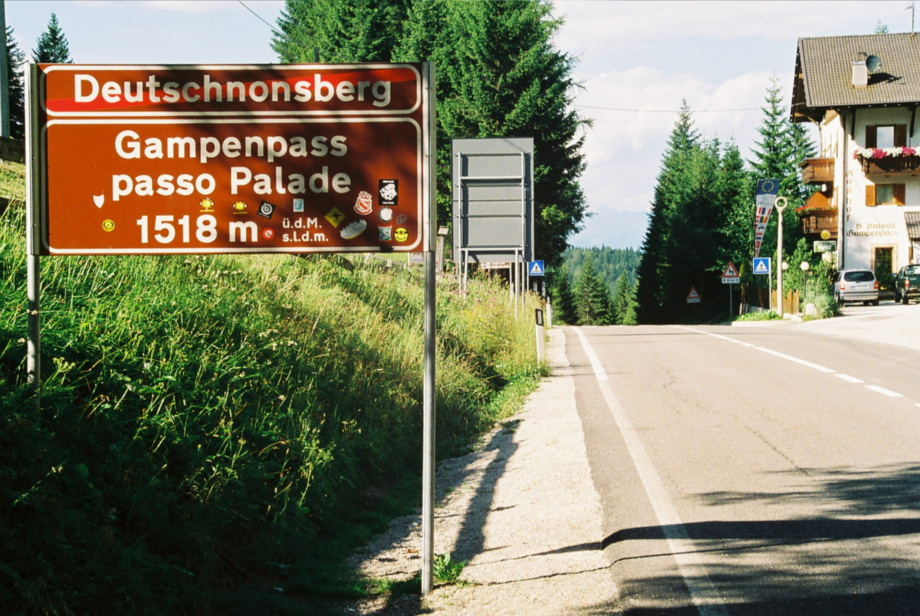
SS 238 al Passo delle Palade

Inizia a Fondo in provincia di Trento, dall'incrocio con la strada statale 42 del Tonale e della Mendola e termina a Merano, in provincia di Bolzano, nella periferia sud della cittadina, nel quartiere di Maia Bassa (Obermais).
Uscendo da Fondo la strada incontra la diramazione che riconduce sulla SS 42 a sud dell'abitato, mentre il suo tracciato corre verso nord, entrando presto in Alto Adige. Dopo San Felice la strada sale verso il passo delle Palade (1518 m s.l.m.).
Dopo il passo la strada supera Bagni di Caprile, Caprile-Gfrill, per poi passare ad ovest di Lana. Superata Cermes la strada passa Marlengo e, dopo il ponte sull'Adige, termina a Merano.

## Strada statale 238 dir delle Palade
La strada statale 238 dir delle Palade diramazione innesto SS 42 (SS 238 dir), noto anche come "raccordo di Fondo", è una strada statale italiana lunga 1,186 km, il cui percorso si snoda nel solo comune di Fondo.
Rappresenta un raccordo per il traffico proveniente da Cavareno attraverso la strada statale 42 del Tonale e della Mendola e diretto verso Senale-San Felice (e viceversa), che evita l'altrimenti obbligatorio attraversamento del centro abitato di Fondo per raggiungere l'incrocio tra la SS 42 e la SS 238.

### Storia
In seguito al decreto legislativo 2 settembre 1997, n° 320, dal 1º luglio 1998, la gestione è passata dall'ANAS alla Provincia autonoma di Trento. Quest'ultima ha lasciato la classificazione e la sigla di statale (SS) alla strada, poiché non si tratta di un trasferimento dal demanio dello Stato a quello delle Regioni, ma di una delega in materia di viabilità e pertanto la titolarità resta sempre in capo allo Stato.

## Strada statale 238 rac delle Palade
La strada statale 238 rac delle Palade - raccordo (SS 238 rac), è una breve strada statale italiana il cui percorso comprende pochi metri ad ovest rispetto al comune di Fondo, all'inizio della SS 238.
Il suo compito è quello di deviare il traffico proveniente dalla SS 238 verso la strada statale 42 del Tonale e della Mendola in direzione Revò-Malè-Tonale e viceversa.

### Storia
In seguito al decreto legislativo 2 settembre 1997, n° 320, dal 1º luglio 1998, la gestione è passata dall'ANAS alla Provincia autonoma di Trento. Quest'ultima ha lasciato la classificazione e la sigla di statale (SS) alla strada, poiché non si tratta di un trasferimento dal demanio dello Stato a quello delle Regioni, ma di una delega in materia di viabilità e pertanto la titolarità resta sempre in capo allo Stato.